# François Cauvière
André Léger François Cauvière, né le 3 octobre 1780 à Marseille et mort dans la même ville le 2 octobre 1858, est un médecin et chirurgien français.

## Biographie
Fils d'un maître cordonnier, François Cauvière fut connu comme un grand médecin et, surtout, un chirurgien de premier ordre. Sa famille exilée pour raisons politiques à Seillans (Var), Cauvière se lie avec le praticien de la commune qui est à l'origine de sa passion pour la médecine. Il délaisse du coup sa passion première, les mathématiques.
Envoyé à l'armée d'Italie, en 1798, en tant qu'officier de santé de troisième classe, il reste peu de temps sous les drapeaux. Sa véritable passion devait s'exercer ailleurs. Après avoir gagné au jeu une grosse somme d'argent, il part pour Paris où il suit les cours de l'anatomiste Maygret. Afin de pouvoir survivre dans la capitale, il donne des leçons de langue et de littérature italienne.
Il reçoit par la suite le poste de chef interne chez Laumonier, grand chirurgien de Rouen, et parvient ainsi à parfaire sa formation. Il est l'auteur d'une thèse de doctorat en médecine sur L'extraction des calculs vésicaux par la méthode latérale.
Rentré à Marseille, François Cauvière bénéficie d'une colossale réputation dans sa ville natale. Renommé pour la qualité de son diagnostic, il est considéré comme le premier médecin de la ville. Reçu docteur en chirurgie à la faculté de Montpellier (1807), il prend la tête des services de l'Hôtel-Dieu.
Fervent partisan de la Révolution de 1830, le docteur Cauvière est décoré de la Légion d'honneur en 1831.
Il reçut maints éloges de la direction de l'école de Médecine, en 1840, grâce notamment à ses talents d'orateur associés à ses connaissances théoriques et pratiques. S'il était un professeur remarquable, le praticien n'éprouvait en revanche aucun goût pour l'enseignement écrit. C'est pour cette raison que sa bibliographie est particulièrement réduite.

## Publications de François Cauvière
- Extraction des calculs vésicaux par la méthode latérale, thèse de doctorat en médecine, s.d.
- Observations sur quelques maladies scrofuleuses des articulations et sur les abcès par congestion, thèse de doctorat en chirurgie, 1807.
- Rapport de la Commission médicale envoyée à Paris par l'Administration municipale pour étudier le choléra morbus, avec les docteurs Rey et Rousset (M. Feissat aîné, 1832, in-8°).
- École préparatoire de médecine et de pharmacie de Marseille. Discours prononcé à la séance d'installation, 3 mai 1841 (M., Barlatier-Feissat et Demonchy, 1841).
- École préparatoire de médecine et de pharmacie de Marseille. Discours prononcé à la séance solennelle de rentrée 1846-1847 (M., Barlatier-Feissat et Demonchy, 1846).
- École préparatoire de médecine et de pharmacie de Marseille. Discours prononcé à la séance solennelle de rentrée 1852-1853 (M., Barlatier-Feissat et Demonchy, 1852).